# Djemaa Ouled Cheikh
Djemaa Ouled Cheikh (em árabe: جمعة أولاد الشيخ) é uma cidade localizada na província de Aïn Defla, no norte da Argélia. Sua população era de 7 510 habitantes, em 2008.